# Llengües indoeuropees

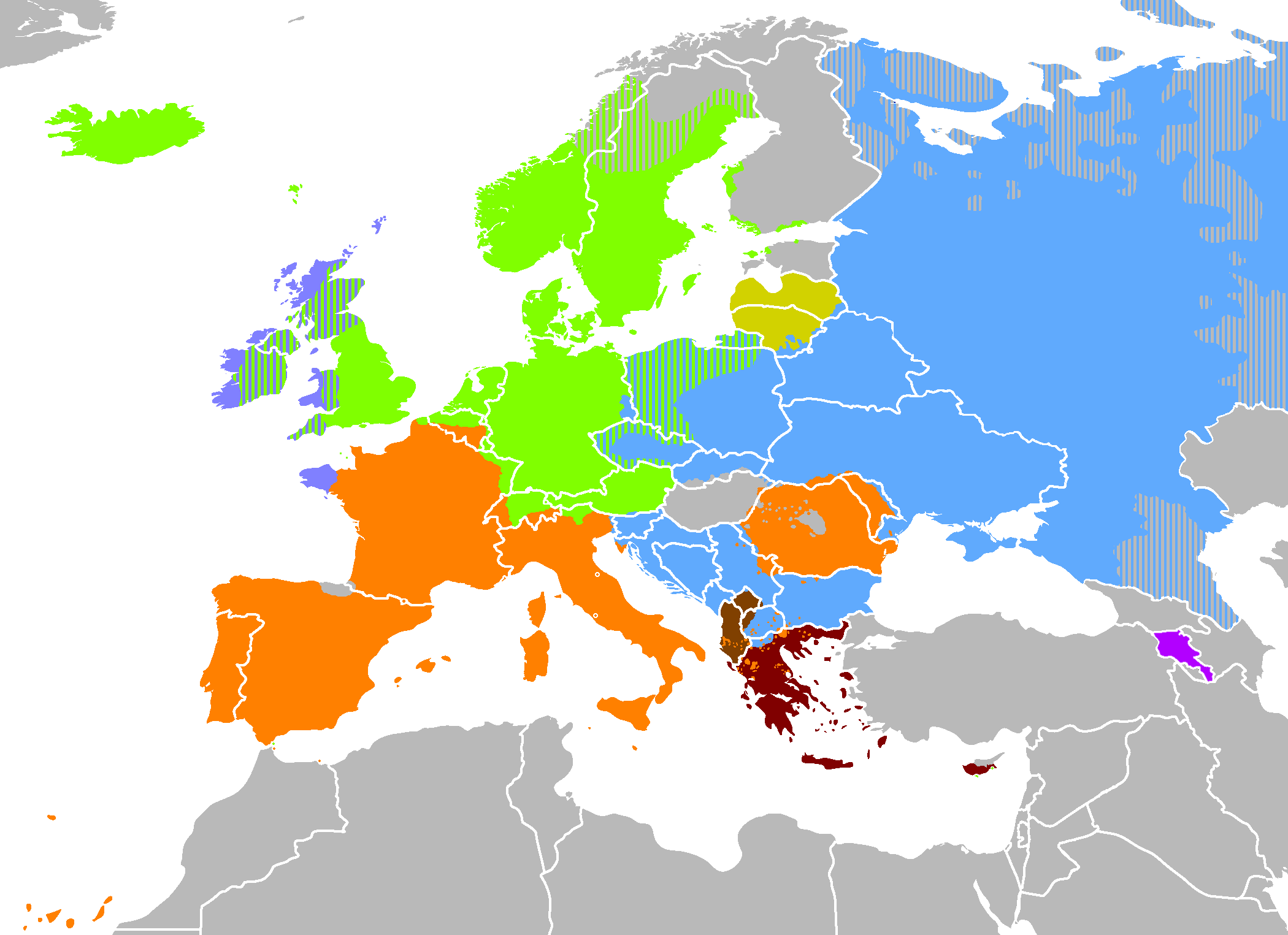
Les llengües indoeuropees d'Europa

Les llengües indoeuropees són les que pertanyen a una mateixa gran família lingüística derivades d'una antiga llengua reconstruïda per l'historiocomparatisme i que hom anomena protoindoeuropeu. Inclou centenars de llengües parlades per uns 3.000 milions de persones i abraça la majoria de famílies lingüístiques d'Europa i l'Àsia sud-oriental. Per vicissituds històriques, però, s'han estès a tots els continents, i predominen també clarament a Amèrica i Oceania. El català pertany, entre moltes d'altres, a aquesta família lingüística. També hi pertanyen les llengües següents amb més de 50 milions de parlants: alemany, anglès, bengalí, castellà, francès, gujarati, hindi, italià, persa, portuguès i rus.

## Grups i classificació

### CentumiSatem
A partir de la lingüística comparada, hom pot establir diverses classificacions de les llengües indoeuropees, i separar-les en grups (que, al seu torn, són també famílies lingüístiques): 
- Albanès Satem
- Anatòlic Centum
- Armeni Satem
- Bàltic Satem
- Cèltic Centum
- Dàcic Satem
- Eslau Satem
- Germànic Centum

- Grec Centum
- Indoirànic Satem
- Itàlic Centum
- Tokhari Centum

Aquests grups presenten alhora relacions entre si. Una hipòtesi vella però encara famosa els separa entre els que presenten el so /k/ al començament de la paraula emprada per a anomenar el nombre '100' (coneguts com a llengües centum, de la paraula llatina) i els que hi empren el so /s/ (coneguts com a llengües satem, de la paraula sànscrita). A la llista anterior, una K o una S aclareix la pertinença de cada grup. Cal fer notar que aquesta diferència fonètica era en origen i que, per exemple, el fet que actualment en català cent soni amb /s/ no exclou que, en el llatí del qual prové, centum sonés amb /k/ (o que, moltes llengües, com les germàniques, ja no tinguin ni /s/ ni /k/, com l'anglès hundred).
Alguns lingüistes històrics suposaven que aquests grups de "centum" i "satem" representaven una divisió històrica entre dos subgrups de llengües, és a dir, que les llengües centum serien descendents d'una "llengua protocentum" i les satem d'una "llengua protosatem". Però, actualment, la majoria d'experts creuen que la divisió és areal i no històrica, o sigui, que aquests canvis fonètics es van propagar entre les filles ja distintes de la llengua protoindoeuropea.

### Altres classificacions proposades
Altres lingüistes opinen que la primera divisió de les llengües indoeuropees és la dels grups danubià i nòrdic. El primer inclouria els grups indoirànic, armeni, albanès, bàltic i eslau; mentre que el segon inclouria l'itàlic, el germànic, el grec, el tokhari i el celta.
Les similituds entre les llengües dels grups bàltic i eslau han fet que, de vegades, se'ls ajunti sota la denominació de "baltoeslau".

### Cronologia de les divisions lingüístiques
Diversos models matemàtics han estat usats com a complement de la reconstrucció lingüística per a establir les dates aproximades de les divisions dels grans grups de les llengües indoeuropees. Si bé difereixen en les dates proposades, l'ordre d'aquestes divisions sembla bastant estable:
- Llengües anatòliques
- Tokhari
- Aparició del protogermànic
- Llengües itàliques
- Llengües cèltiques
- Aparició de l'armeni
- Llengües baltoeslaves
- Protogrec
- Llengües indoiranianes

## Descoberta i estudi
La descoberta de la relació entre les citades llengües s'atribueix habitualment al lingüista William Jones, al final del segle xviii. Tanmateix, sembla que, dos segles abans, Filippo Sassetti va observar les semblances entre l'italià i el sànscrit des de l'Índia estant (1581-1588), i un segle abans, Marcus Zuerius van Boxhorn també havia postulat la relació entre les llengües indoeuropees. Els estudis del sacerdot francès Coeurdoux de 1767 podien també ser-ne anteriors, si bé no foren publicats fins entrat el segle xix.

## Suprafamílies proposades
Alguns lingüistes defensen que les llengües indoeuropees formen part d'una hipotètica suprafamília anomenada nostràtica, i malden per relacionar l'indoeuropeu amb altres famílies de llengües, com la de les llengües caucàsiques meridionals, les altaiques, les uràliques, les dravídiques, i les llengües afroasiàtiques. Aquesta teoria és motiu de discussió, com la teoria eurasiàtica semblant de Joseph Greenberg, i la postulada per John Colarusso, del protopòntic.

## Reconstruccions i hipòtesis
Els especialistes han anomenat protoindoeuropeu (PIE) la llengua comuna ancestral. No arriben a un acord sobre la localització geogràfica (l'anomenada "Urheimat" o 'pàtria') de la qual procedeix. N'hi ha tres indrets candidats:
1. Les estepes del nord de la mar Negra i la mar Càspia (vegeu kurgan),
2. Anatòlia (vegeu Colin Renfrew),
3. L'Índia (vegeu la teoria de l'origen indi).
Els defensors de la hipòtesi kurgana solen situar la protollengua vers el 4000 aC, mentre que els defensors de l'origen anatòlic solen situar-la uns quants milers d'anys abans, relacionant l'expansió de les llengües indoeuropees amb l'expansió de l'agricultura amb el neolític.

### Hipòtesi kurgana

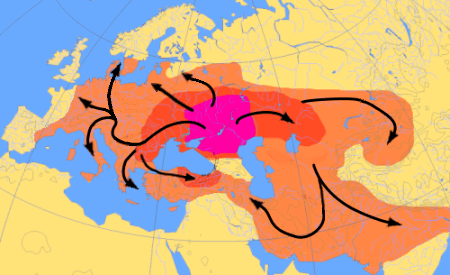
L'expansió de les llengües indoeuropees segons la hipòtesi kurgana

Marija Gimbutas suggerí al principi la hipòtesi kurgana, en la dècada del 1950. D'acord amb la hipòtesi kurgana, les cultures de les estepes del Calcolític del cinquè mil·lenni abans de Crist entre la mar Negra i el Volga parlaven PIE.
Cronologia de la hipòtesi kurgana (dates abans de Crist):
- 4500 - 4000: primer PIE: cultures de Sredni Stog, Dnièper-Donets i Samara, domesticació del cavall.
- 4000 - 3500: la cultura iamna (prototipus de casa kurgana) surt de l'estepa i cultura Maykop al nord del Caucas.

Els models indohitites postulen la separació del protoanatòlic abans d'aquest període.
- 3500 - 3000: PIE mitjà. La cultura iamna arriba al zenit: representa la societat protoindoeuropea clàssica reconstruïda, amb ídols de pedra, carros primitius de dues rodes, practica sobretot la ramaderia, però també amb assentaments permanents i fortins dalt de pujols, es mantenien amb l'agricultura i la pesca, vora els rius. El contacte de la cultura iamna amb les darreres cultures del Neolític europeu té com a resultat les cultures "kurganitzades" de l'àmfora globular i de Baden. La cultura Maykop mostra els indicis més antics de la primera edat del bronze, i les armes i els estris de bronze arriben al territori iamna. Probable satematització primerenca.
- 3000 - 2500: darrer PIE. La cultura iamna s'escampa per tota l'estepa del Pont. La cultura de la ceràmica cordonada s'estén des del Rin fins al Volga i correspon a la darrera etapa de la unitat indoeuropea; la vasta àrea "kurganitzada" es desfà en diverses llengües i cultures independents, però encara existeix el contacte i, per tant, és possible la difusió de la tecnologia i dels préstecs entre els grups (amb l'excepció de les branques anatòlica i tokharia, ja aïllades d'aquests processos). La divisió centum-satem possiblement ha començat a produir-se, però la tendència fonètica a la satemització roman activa.
- 2500 - 2000: l'aparició dels dialectes documentats en les protollengües ha fet la seva tasca. Els parlants del protogrec viuen als Balcans, els parlants del protoindoiranià al nord del Caspi en la cultura Sintashta-Petrovka, i la seva gent probablement parla diversos dialectes centum. Els parlants del protobaltoeslau (o, si no, les comunitats protoeslaves i protobàltiques en gran contacte) apareixen al nord-est d'Europa. Les mòmies del Tarim pot ser que corresponguin als prototocaris.
- 2000 - 1500: invenció del carro, que porta a la separació i la ràpida expansió dels iranians i dels indoaris des de la cultura d'Andrónovo del complex arqueològic Bactria-Margiana per una gran part de l'Àsia central, el nord de l'Índia, Iran i l'Anatòlia oriental. El protoanatòlic es divideix en hitita i luvi. La preprotocèltica cultura Unetice té una indústria metal·lúrgica activa (disc de Nebra).
- 1500 - 1000: l'edat del bronze nòrdica desenvolupa el (pre-)protogermànic, i les cultures (pre-)protocèltiques dels camps d'urnes i de Hallstatt apareixen a l'Europa central i introdueixen l'edat del ferro. Hi ha la migració protoitàlica a la península Itàlica. Es redacta el Rigveda i ascendeix la civilització vèdica al Panjab. Floreix i decau l'Imperi hitita. La civilització micènica dona lloc a l'edat fosca grega.
- 1000 - 500 aC: les llengües cèltiques s'estenen per Europa central i occidental. El nord d'Europa entra en l'edat del ferro preromana, l'etapa de formació del protogermànic. Homer comença la literatura grega i la primera antiguitat clàssica. La civilització vèdica produeix els Mahajanapadas. Zoroastre compon el Gathas; ascens de l'Imperi aquemènida, que reemplaça els elamites i Babilònia. Els escites substitueixen els cimmerians (cultura Srubna) a l'estepa del Pont. Els armenis succeeixen la cultura Urartu. Separació del protoitàlic en osco-umbre i llatí-falisc, i fundació de Roma. Gènesi dels alfabets grec i itàlic antic. Diferents llengües paleobalcàniques es parlen al sud d'Europa. Les llengües anatòliques pateixen l'extinció.

La força de la hipòtesi kurgana rau en el fet que part del mode de difusió que proposa (conquesta militar per genets) va d'acord amb els informes dels historiadors sobre l'expansió dels primitius pobles grec i indoaris.

### La hipòtesi anatòlica
Colin Renfrew, el 1987, suggerí una relació entre la difusió de les llengües indoeuropees i la revolució neolítica, que es difongué pacíficament per Europa des de l'Àsia Menor (Anatòlia) des de vers el 7000 aC amb l'avanç de l'agricultura (ona d'avanç). D'acord amb això, tots els habitants de l'Europa neolítica haurien parlat llengües indoeuropees, i les migracions kurganes, en el cas més favorable, haurien reemplaçat uns dialectes indoeuropeus per uns altres dialectes de la mateixa família.
D'acord amb Renfrew, la difusió de l'indoeuropeu passà del "preprotoindoeuropeu" en el 6500 al PIE arcaic en el 5000 aC, amb el desenvolupament històric de les famílies indoeuropees des del 3000 aC procedent del "PIE balcànic".
La principal força de la hipòtesi de l'agricultura es troba en la relació que estableix entre la difusió de les llengües indoeuropees amb un esdeveniment conegut gràcies a l'arqueologia que versemblantment implicà uns canvis de població majors: la difusió de l'agricultura (tot i que continua discutint-se la validesa de recolzar una teoria lingüística en indicis arqueològics).
Mentre la teoria anatòlica obtingué un ràpid suport quan es proposà per primera vegada, ara la comunitat de lingüistes en general la rebutja. Encara que la difusió de l'agricultura indiscutiblement constituí un esdeveniment important, la majoria no troba cap motiu per a relacionar-la amb els indoeuropeus en particular, des del moment en què la periodificació de la ramaderia proporciona millors reconstruccions que la de l'agricultura. La comunitat de lingüistes més aviat considera que les proves lingüístiques indiquen una data més moderna per al protoindoeuropeu que la que estableix la teoria anatòlia.

### Altres hipòtesis
Tamaz Gamkrelidze i Vyacheslav V. Ivanov, en el 1985, situaren la pàtria originària de l'indoeuropeu al llac Urmia. Suggeriren que Armènia es trobava en el bressol de l'indoeuropeu mentre que altres llengües indoeuropees abandonaren la pàtria i emigraren per un camí que els menà per la costa oriental de la mar Càspia fins a l'estepa septentrional de la mar Negra. Aquesta ruta migratòria presumptament explica l'existència del tokhari, i els contactes primerencs acceptats entre les llengües indoeuropees i les uràliques. Gamkrelidze i Ivanov també són els autors de la teoria glotal.
De vegades, s'anuncia una teoria de l'origen indi, sobretot obra d'autors indis, que veu en la civilització de la vall de l'Indus el lloc d'origen del protoindoeuropeu o del protoindoiranià. Alguns grups nacionalistes europeus, en els segles xix i xx, plantejaren altres teories, que solien situar el protoindoeuropeu en el país de cadascun dels autors. Per exemple, un lloc que se suggerí per a la protollengua al nord d'Europa s'acabà emprant per justificar la tesi del caràcter "ari" del poble germànic. Una versió moderna de la hipòtesi de l'origen europeu del PIE va sorgir amb la teoria de la continuïtat des del Paleolític (proposada per teòrics italians), que fa procedir l'indoeuropeu de les cultures europees del Paleolític.
Algú ha plantejat la teoria del diluvi de la mar Negra que posa l'origen de la mar d'Azov (vers 5600 aC) com a causa de l'expansió indoeuropea. Aquest esdeveniment es produí clarament encara dins el neolític i prou massa prest perquè lligui amb les dades arqueològiques kurganes. Hom encara pot imaginar-s'ho com un esdeveniment produït en el remot temps passat de la cultura de Srnedy Stog, amb la gent que vivia a la terra ara situada sota la mar d'Azov com a possibles protoindoeuropeus.